# 꼬마 신선 타오
《꼬마 신선 타오》(Tao - Little Wizard)는 대한민국의 지앤지 엔터테인먼트와 중국의 톈펑 이 공동으로 제작한 애니메이션이다. 중국판 짱구는 못말려이다. 중국식 단어도 좀 나오기 때문에 중국산이 맞다.

### 방송 일시
| 방송 채널 | 방송 기간                       | 방송 시간 |
| --------- | ------------------------------- | --------- |
| KBS 2TV   | 2009년 7월 13일 ~ 10년 4월 26일 | 종료      |
| KBS 1TV   | 2013년 1월 5일 ~ 4월 6일        | 종료      |

## 등장 인물
| 이름          | 성별 | 나이 | 기술       |
| ------------- | ---- | ---- | ---------- |
| 타오          | 남자 | 7세  | 소환술     |
| 슈잉          | 남자 | 7세  | 자연마법술 |
| 무무          | 남자 | 7세  | 각종 무술  |
| 샤오밍        | 여자 | 7세  | 치료술     |
| 키키          | 남자 | 7세  | 발명술     |
| 도도          | 여자 |      |            |
| 부엉 할머니   | 여자 |      |            |
| 바오 선생님   | 남자 |      |            |
| 손손 선생님   | 남자 |      |            |
| 그리피 선생님 | 남자 | 30대 |            |
| 메이엔 선생님 | 여자 | 20대 |            |
| 교장 선생님   | 남자 |      |            |
| 쿠록 선생님   | 남자 |      |            |
| 첸 할아버지   | 남자 |      |            |
| 둥둥          |      |      |            |
| 홀펭          | 수컷 | 10세 | 얼음마법   |
| 뚱펭          | 수컷 | 10세 |            |
| 포리          | 암컷 | 7세  | 변신술     |

### 목소리 출연
- 배정미 - 타오

- 소연 - 슈잉

- 이현주 - 무무

- 서지연 - 샤오밍

- 유지원 - 키키, 메이엔 선생님

- 박지윤 - 도도, 홀펭

- 송도영 - 부엉 할머니, 포리

- 이봉준 - 바오 선생님

- 홍진욱 - 손손 선생님, 교장 선생님

- 신성호 - 그래피 선생님, 첸 할아버지

- 사성웅 - 쿠록 선생님, 둥둥

- 오인실 - 뚱펭

### 1기
- 기획 : 정극포, 유경탁, 궈청다
- 감독 : 이병직
- 시나리오 : 김형주, 하지혜
- 스토리 보드 : 임경원, 최정국
- 연출 : 김재원
- 조연출 : 이성수
- 애니메이션 디자인 : 김진용, 최민석, 강성욱, 김유리
- 모델링 · 맵핑 : 정인경, 정미미, 최희석, 김연승, 김인, 천준윤, 장메이휘, 주광유
- 세팅 : 박혜원, 멍샤오강, 마샤오보, 장난, 통민나
- 애니메이션 : 곽기민, 가오양, 후오신유, 줘홍빈, 친롱하이, 정종보, 진이, 루오타오
- 라이팅 · 렌더링 : 김병수, 노태환, 장상영, 김대진, 이용우
- 3차원 효과 : 홍용호, 이건호
- 합성 : 정주리, 김은희, 박영, 이관형
- 영상 편집 : 남종현
- 주제가 작곡 : 한경훈, 김성재
- 작편곡 : 한경훈, 나영호, 김성재, 유태환, 이철희, 이웅, 이창률
- 주제가 작사 : 이병직, 이원희
- 주제가 노래 : 김성재, 박지윤
- 녹음 : KBS 미디어
- 녹음 연출 : 이원희
- 음악 : 나영호
- 효과 : 나 스튜디오, 최미화
- 믹싱 : 나영호
- 프로듀서 : 정극포, 박인식, 이강복, 궈청다
- 제작 총괄 프로듀서 : 김경애
- 제작 프로듀서 : 정두열, 박진선, 맹준재, 라아영, 박효종, 퀴밍샤
- 제작 진행 : 장선경, 전광경, 김영란, 박봉호
- 제작 편집 감독 : 김영호
- 컴퓨터 그래픽 : 황은서
- 라이센싱 사업 : 박언상, 김윤중, 용미경
- 그래픽 디자인 : 박광준, 정영길, 정다정
- 해외 사업 : 김폴
- 사업 관리 : 권오만, 박재민, 이재혁, 문웅빈
- 사업 협력 : 동서대학교
- 제작 지원 : 문화체육관광부
- 제작 투자 : 바이넥스트

### 2기
- 기획 프로듀서 : 이순주, 정극포, 과청다
- 제작 프로듀서 : 김경애
- 감독 : 김재원

제작 및 마케팅
- 라인 프로듀서 : 박신애
- 국내 및 해외사업 : 채우선, 김혜리, 박해준
- 그래픽 디자인 : 정다정

프리 프로덕션
- 시나리오 : 김상진, 김성현(슈퍼마켓), 조규원, 김하나(스토리 웨이브), 양종수
- 스토리 보드 : 임경원, 최훈철
- 캐릭터 · 배경 디자인 : 화소영
- 모델링 · 매핑 : 추찬희, 이슬기
- 셋업 : 박혜원, 강펑

메인 프로덕션
- 애니메이션 연출 : 성태웅 , 한수연
- 애니메이터 : 김근모, 김학수, 박동란, 추치앙, 가오양, 양싱화, 진이, 정종보, 장민, 수쿤
- 테크니컬 디렉터 : 홍용표
- 라이팅 · 렌더링 : 김병수, 정관경, 정성, 나윤진, 한수에징
- 합성 : 최석환, 이근식, 김영주
- 편집 : 남종현

포스트 프로덕션
- 주제가 작사 : 이병직, 이원희
- 주제가 작곡 : 한경훈, 김성재
- 편곡 : 나영호, 한경훈, 임파워 뮤직
- 주제가 노래 : 김형대, 박지윤
- 녹음 : KBS 미디어
- 녹음 연출 : 이원희
- 음악 · 효과 : 톈펑
- 믹싱 · 종합 편집 : KBS 미디어
- 제작지원 : 한국콘텐츠진흥원

## 방송 회차
| 회차 | 방송일          | 주제                       |
| ---- | --------------- | -------------------------- |
| 1화  | 2009년 7월 13일 | 내 이름은 타오             |
| 1화  | 2009년 7월 13일 | 신선학교로 출발            |
| 2화  | 7월 20일        | 거북 버스 여행             |
| 2화  | 7월 20일        | 인녕 신선학교              |
| 3화  | 8월 3일         | 키키의 복제 인형           |
| 3화  | 8월 3일         | 바오 선생님의 첫 번째 수업 |
| 4화  | 8월 10일        | 전학생 슈잉                |
| 4화  | 8월 10일        | 타오의 복숭아밭 청소       |
| 5화  | 8월 17일        | 메이엔 선생님의 약초 수업  |
| 5화  | 8월 17일        | 누가 될까 반장 선거        |
| 6화  | 8월 24일        | 날아라 근두운              |
| 6화  | 8월 24일        | 열혈 근두운 레이스         |
| 7화  | 8월 31일        | 구름 나무와 소나기         |
| 7화  | 8월 31일        | 바오 선생님의 독서 숙제    |
| 8화  | 9월 7일         | 마법 여행 스페인으로       |
| 8화  | 9월 7일         | 마법 여행 북극으로         |
| 9화  | 9월 14일        | 기숙사의 귀신 소동         |
| 9화  | 9월 14일        | 전설의 동물 밍밍           |
| 10화 | 9월 21일        | 꼬마 거북 쿤               |
| 10화 | 9월 21일        | 산수는 어려워              |
| 11화 | 9월 28일        | 보물 찾기 대 작전          |
| 11화 | 9월 28일        | 팽스 형제를 찾아서         |
| 12화 | 10월 5일        | 샤오밍의 생일이예요        |
| 12화 | 10월 5일        | 타오의 황금 붓             |
| 13화 | 10월 12일       | 마법약 실험                |
| 13화 | 10월 12일       | 전설의 비법서              |
| 14화 | 10월 19일       | 신선학교 괴담              |
| 14화 | 10월 19일       | 연극 대소동                |
| 15화 | 10월 26일       | 캠핑을 떠나요              |
| 15화 | 10월 26일       | 할로윈 데이 소동           |
| 16화 | 11월 2일        | 밍밍이 변했어요            |
| 16화 | 11월 2일        | 둥둥이의 깜짝 방문         |
| 17화 | 11월 9일        | 이상한 나라의 타오         |
| 17화 | 11월 9일        | 밍밍의 새집                |
| 18화 | 11월 16일       | 꾀병 대소동                |
| 18화 | 11월 16일       | 바오 선생님의 시험         |
| 19화 | 11월 23일       | 이가 아파요                |
| 19화 | 11월 23일       | 포리의 마법모자            |
| 20화 | 11월 30일       | 명탐정 타오                |
| 20화 | 11월 30일       | 뚱펭의 다이어트            |
| 21화 | 12월 7일        | 슈퍼 히어로 키키           |
| 21화 | 12월 7일        | 잠꾸러기 타오              |
| 22화 | 12월 14일       | 탁구왕 타오                |
| 22화 | 12월 14일       | 디지멀 기르기              |
| 23화 | 12월 21일       | 산타 할아버지와 크리스마스 |
| 23화 | 12월 21일       | 함박눈 대소동              |
| 24화 | 12월 28일       | 신나는 스키 캠프           |
| 24화 | 12월 28일       | 깨끗이 씻어요              |

## Part.2
| 회차 | 방송일         | 주제                   |
| ---- | -------------- | ---------------------- |
| 25화 | 2010년 1월 4일 | 공룡뼈를 찾았어요      |
| 25화 | 2010년 1월 4일 | 몸 속 탐험 여행        |
| 26화 | 1월 11일       | 신선학교 방송국        |
| 26화 | 1월 11일       | 즐거운 요리교실        |
| 27화 | 1월 18일       | 인술학교 친구들        |
| 27화 | 1월 18일       | 마법 부적을 찾아라     |
| 28화 | 1월 25일       | 시간 요정 소동         |
| 28화 | 1월 25일       | 다 함께 야채 재배      |
| 29화 | 2월 1일        | 신나는 합주회          |
| 29화 | 2월 1일        | 무지개 항아리          |
| 30화 | 2월 8일        | 북치는 인형            |
| 30화 | 2월 8일        | 쓰레기 괴물            |
| 31화 | 2월 22일       | 골고루 먹어요          |
| 31화 | 2월 22일       | 우리 모두 환경 보호    |
| 32화 | 3월 8일        | 포리의 복숭아 대소동   |
| 32화 | 3월 8일        | 피라미드의 비밀        |
| 33화 | 3월 15일       | 불법 복제는 안되요     |
| 33화 | 3월 15일       | 타임머신 소동          |
| 34화 | 3월 22일       | 내 친구 파랑새         |
| 34화 | 3월 22일       | 학용품을 아껴요        |
| 35화 | 3월 29일       | 몬스터카 레이스        |
| 35화 | 3월 29일       | 타오의 일기            |
| 36화 | 4월 5일        | 장난감 요정            |
| 36화 | 4월 5일        | 게임 세계 대소동       |
| 37화 | 4월 12일       | 바다 낚시 여행         |
| 37화 | 4월 12일       | 줄넘기 시험            |
| 38화 | 4월 19일       | 봉인된 수수께끼의 선물 |
| 38화 | 4월 19일       | 마도사 부바의 부활     |
| 39화 | 4월 26일       | 잠자는 샤오밍          |
| 39화 | 4월 26일       | 지하철을 만들자        |

## 2기
| 회차 | 방송일         | 주제                   |
| ---- | -------------- | ---------------------- |
| 1화  | 2013년 1월 5일 | 신나는 볼링            |
| 1화  | 2013년 1월 5일 | 주전자의 요정          |
| 2화  | 1월 12일       | 알람로봇 대소동        |
| 2화  | 1월 12일       | 타오가 작아졌어요      |
| 3화  | 1월 19일       | 들어줘 마이크          |
| 3화  | 1월 19일       | 기숙사 대청소          |
| 4화  | 1월 26일       | 붙어라 얍              |
| 4화  | 1월 26일       | 변신약초               |
| 5화  | 2월 2일        | 신선구슬               |
| 5화  | 2월 2일        | 파초선                 |
| 6화  | 2월 9일        | 짜루이야기             |
| 6화  | 2월 9일        | 샤오밍이 너무해        |
| 7화  | 2월 16일       | 복숭아 요괴            |
| 7화  | 2월 16일       | 장난꾸러기 홀펭        |
| 8화  | 2월 23일       | 환경 캠페인            |
| 8화  | 2월 23일       | 뚱펭이 대단해          |
| 9화  | 3월 9일        | 우리 슈잉이 달라졌어요 |
| 9화  | 3월 9일        | 우정의 사자            |
| 10화 | 3월 16일       | 근두운 대 마법가마     |
| 10화 | 3월 16일       | 비밀의 비법전서        |
| 11화 | 3월 23일       | 시를 지어요            |
| 11화 | 3월 23일       | 뚱펭의 순간이동술      |
| 12화 | 3월 30일       | 신나는 운동회          |
| 12화 | 3월 30일       | 목장 대소동            |
| 13화 | 4월 6일        | 선생님이 이상해        |
| 13화 | 4월 6일        | 구미호                 |

## 줄거리
타오는 하루 종일 온 동네를 뛰어다녀도 지치지 않는다. 가족이라고는 첸 할아버지와 단짝 친구 둥둥이 밖에 없지만 누구보다도 밝고 명랑한 꼬마아이이다. 그러한 장난꾸러기지만, 실은 학이 물어다 준 신선의 자손이다. 바라는 것을 도술붓으로 그리면 이루어지는 신기한 도술붓을 가지고 있는타오에게 어느 날 운명처럼 신선학교의 입학 통지서가 날아온다.
신선 요정 도도와 함께 거북 스쿨버스를 타고 신선학교에 입학하게 된다. 그곳에서 만나는 다양한 친구들과 함께 교육적인 신선학교 수업이 펼쳐진다. 과연 타오는 무사히 학교를 졸업하고 소망하는 대신선이 될 수 있는가?
2기에서는 구름 위의 신선학교에서 아이들 모두가 대신선이 되겠다는 꿈을 향해 따뜻한 우정과 상상을 초월하는 모험 이야기를 펼친다.